# Bairokói csata
Az bairokói csata a második világháború egyik ütközete volt az amerikaiak és a japánok között 1943. július 20-án a Csendes-óceánon, az új-georgiai hadműveletek részeként. A japánok, az amerikai akció szervezetlensége miatt, győzelmet arattak, és megőrizték pozíciójukat.

## Előzmények
Az amerikai csapatok 1943. július 5-én partra szálltak a szigeten, Bairokótól északkeletre. Elfoglalták a Kula-öblöt vigyázó parti üteget az Enogai-öbölnél, valamint elvágták a Bairokót és Mundát összekötő ösvényt, megakadályozva a japán csapatok mozgását a két támaszpont között. Harmadik célpontjuk Bairoko kikötője volt.
Enogai eleste után Harry Liversedge ezredes erősítést kért, és július 18-án újabb zászlóaljnyi tengerészgyalogos érkezett a szigetre. A Bairokót védő japánok megosztották erőiket a kikötő keleti és nyugati oldala között. Volt egy előretolt állásuk a kikötőtől keletre elterülő magaslaton, és a vízhez közel kiépítettek egy végső védelmi vonalat is. A kikötőt Enogaitól a Sárkány-félsziget választotta el. Liversedge úgy döntött, hogy két irányból támad. A fő erőt a tengerpart mentén a keleti oldal ellen, más tengerészgyalogosokat a szárazföld felől a kikötő déli vége ellen vezényelt. A terv hibája az volt, hogy a nyugati oldalt védő japánokat nem támadták meg.

## Az ütközet
Liversedge megpróbált megszervezni egy légitámadást a japán állások ellen július 20-án reggel 9-re, de a rossz összeköttetés miatt kérése későn érkezett meg Guadalcanalra. A tengerészgyalogosok 45 percen át vártak a repülőkre, majd megindultak előre. Az amerikaiak jobbszárnyán haladó B század csapott össze először a védőkkel a lagúna közelében. Az amerikaiak lerohanták a japán előretolt állást, és folytatták az előrenyomulást. 10.40-kor álcázott állásokból gépfegyvertűz zúdult rájuk. A jobbszárny nem haladt, de a balszárny lassan előreküzdötte magát.
Délre az első japán védelmi vonalat áttörték, de az 1. zászlóalj súlyos veszteségeket szenvedett, ezért Liversedge a 4. zászlóaljat is csatába küldte. Kétórányi harc után az amerikaiak elérték a hegygerincet, amely mintegy 500 méterre volt a kikötőtől. Ekkor látták meg az újabb japán védelmi vonalat. Az előrenyomulás mindkét szárnyon sikeres volt, de középen elakadt. Háromnegyed háromkor 90 milliméteres aknavetők kezdtek tüzelni a kikötő nyugati partjáról, amire az amerikaiak, nehézfegyverek hiányában, nem tudtak válaszolni. Négy órakor a japánok egy 300 méter széles, 800 méter hosszú hídfőbe szorultak vissza a keleti parton, ahonnan sikeresen visszaverték az újabb amerikai támadást.
Eközben a szárazföld belsejében haladó amerikaiak is japánokba ütköztek Triritől öt kilométerre. Az ösvényt egy japán géppuska fedezte, és időbe telt, amíg meg tudtak szervezni egy támadást. Az akció azonban hamar elakadt. Liversedge arra kérte őket, hogy próbáljanak meg éjfélre Bairokóba jutni. Az egységet vezető Schultz alezredes kénytelen volt nemet mondani, és Liversedge-nek nem maradt más választása, mint a visszavonulás. Enogait és Tririt másnap érték el a tengerészgyalogosok. A csatában 49 amerikai meghalt, 210 megsebesült.
A következő hónapban az amerikaiak járőröket küldtek a Sárkány-félszigetre, amelyek összecsaptak a hasonló japán alakulatokkal. Bairoko végül, Munda elfoglalása után, harc nélkül esett el, mert a japánok augusztus 20-22-én evakuálták katonáikat. A 145-ösök 3. ezrede augusztus 24-én vonult be a kikötőbe.